# Nicholas Bilotto
Nicholas Bilotto (né le 24 février 1979 à Pointe-Claire, Québec au Canada) est un joueur canadien de hockey sur glace. Il possède également la nationalité italienne.

## Carrière de joueur
Joueur québécois d'origine italienne, il joua son hockey junior dans la Ligue de hockey junior majeur du Québec entre 1996 et 2000. Il joua avec les Harfangs de Beauport, les Remparts de Québec et les Voltigeurs de Drummondville.
Il fut un choix de 6e ronde des Blues de Saint-Louis lors du repêchage de la Ligue nationale de hockey en 1997.
Il fit ses débuts professionnels dans la United Hockey League en 2000-2001 pour ensuite se joindre aux Checkers de Charlotte de l'East Coast Hockey League pour quelques saisons. Ses performances avec les Checkers lui permirent de jouer quelques parties dans la Ligue américaine de hockey.
En 2004-2005, il fit un retour d'une saison dans la UHL avec les Trashers de Danbury où il fut coéquipier de Michael Rupp. Au terme de cette saison, il alla jouer quatre saisons en Italie, avec le Hockey Club Alleghe.
Il commence la saison 2009-2010 avec les Royals de Reading de l'ECHL, puis il se joint au Saint-François de Sherbrooke de la Ligue Nord-Américaine de Hockey.

## Statistiques
| Saison    | Équipe                       | Ligue                    |    | Saison régulière | Saison régulière | Saison régulière | Saison régulière | Saison régulière |   | Séries éliminatoires | Séries éliminatoires | Séries éliminatoires | Séries éliminatoires | Séries éliminatoires |
| Saison    | Équipe                       | Ligue                    | PJ | B                | A                | Pts              | Pun              | PJ               | B | A                    | Pts                  | Pun                  |                      |                      |
| 1996-1997 | Harfangs de Beauport         | LHJMQ                    | 29 | 3                | 2                | 5                | 30               | 4                | 0 | 1                    | 1                    | 2                    |                      |                      |
| 1997-1998 | Remparts de Québec           | LHJMQ                    | 64 | 7                | 25               | 32               | 124              | 14               | 3 | 6                    | 9                    | 20                   |                      |                      |
| 1998-1999 | Remparts de Québec           | LHJMQ                    | 35 | 1                | 16               | 17               | 72               | 13               | 1 | 3                    | 4                    | 18                   |                      |                      |
| 1999-2000 | Remparts de Québec           | LHJMQ                    | 12 | 3                | 7                | 10               | 22               | -                | - | -                    | -                    | -                    |                      |                      |
| 1999-2000 | Voltigeurs de Drummondville  | LHJMQ                    | 58 | 13               | 37               | 50               | 195              | 16               | 2 | 12                   | 14                   | 38                   |                      |                      |
| 2000-2001 | Jackals d'Elmira             | UHL                      | 53 | 5                | 16               | 21               | 142              | 1                | 0 | 0                    | 0                    | 2                    |                      |                      |
| 2001-2002 | Checkers de Charlotte        | ECHL                     | 64 | 7                | 25               | 32               | 141              | 5                | 0 | 1                    | 1                    | 27                   |                      |                      |
| 2002-2003 | Checkers de Charlotte        | ECHL                     | 50 | 13               | 30               | 43               | 116              | -                | - | -                    | -                    | -                    |                      |                      |
| 2002-2003 | Wolf Pack de Hartford        | LAH                      | 2  | 0                | 0                | 0                | 2                | -                | - | -                    | -                    | -                    |                      |                      |
| 2002-2003 | Sound Tigers de Bridgeport   | LAH                      | 4  | 1                | 0                | 1                | 2                | -                | - | -                    | -                    | -                    |                      |                      |
| 2002-2003 | Americans de Rochester       | LAH                      | 10 | 0                | 0                | 0                | 10               | -                | - | -                    | -                    | -                    |                      |                      |
| 2003-2004 | Prédateurs de Granby         | LHSMQ                    | 2  | 0                | 3                | 3                | 2                | -                | - | -                    | -                    | -                    |                      |                      |
| 2003-2004 | Checkers de Charlotte        | ECHL                     | 49 | 7                | 21               | 28               | 66               | -                | - | -                    | -                    | -                    |                      |                      |
| 2003-2004 | Sea Wolves du Mississippi    | ECHL                     | 1  | 1                | 0                | 1                | 0                | -                | - | -                    | -                    | -                    |                      |                      |
| 2003-2004 | Falcons de Springfield       | LAH                      | 18 | 4                | 8                | 12               | 32               | -                | - | -                    | -                    | -                    |                      |                      |
| 2003-2004 | Griffins de Grand Rapids     | LAH                      | 4  | 0                | 1                | 1                | 0                | 1                | 0 | 0                    | 0                    | 0                    |                      |                      |
| 2004-2005 | Trashers de Danbury          | UHL                      | 66 | 8                | 26               | 34               | 79               | 10               | 1 | 3                    | 4                    | 8                    |                      |                      |
| 2004-2005 | Sound Tigers de Bridgeport   | LAH                      | 5  | 0                | 0                | 0                | 0                | -                | - | -                    | -                    | -                    |                      |                      |
| 2005-2006 | Hockey Club Alleghe          | Série A                  | 41 | 11               | 22               | 33               | 135              | 4                | 0 | 0                    | 0                    | 10                   |                      |                      |
| 2005-2006 | Hockey Club Alleghe          | Serie A Master Round     | 6  | 0                | 6                | 6                | 20               | -                | - | -                    | -                    | -                    |                      |                      |
| 2006-2007 | Hockey Club Alleghe          | Série A                  | 30 | 14               | 31               | 45               | 88               | 10               | 2 | 5                    | 7                    | 26                   |                      |                      |
| 2006-2007 | Hockey Club Alleghe          | Serie A Relegation Round | 8  | 2                | 7                | 9                | 18               | -                | - | -                    | -                    | -                    |                      |                      |
| 2007-2008 | Hockey Club Alleghe          | Série A                  | 31 | 11               | 17               | 28               | 68               | 4                | 2 | 2                    | 4                    | 8                    |                      |                      |
| 2007-2008 | Hockey Club Alleghe          | Serie A Relegation Round | 8  | 1                | 8                | 9                | 24               | -                | - | -                    | -                    | -                    |                      |                      |
| 2008-2009 | Hockey Club Alleghe          | Série A                  | 31 | 6                | 16               | 22               | 52               | -                | - | -                    | -                    | -                    |                      |                      |
| 2009-2010 | Royals de Reading            | ECHL                     | 5  | 1                | 1                | 2                | 2                | -                | - | -                    | -                    | -                    |                      |                      |
| 2009-2010 | Saint-François de Sherbrooke | LNAH                     | 11 | 5                | 4                | 9                | 9                | -                | - | -                    | -                    | -                    |                      |                      |
| 2010-2011 | Saint-François de Sherbrooke | LNAH                     | 9  | 2                | 1                | 3                | 6                | 8                | 0 | 3                    | 3                    | 4                    |                      |                      |

## Trophées et honneurs personnels
- 2010-2011 : remporte la Coupe Canam de la Ligue nord-américaine de hockey avec le Saint-François de Sherbrooke.